# Camille Pleyel
Joseph Etienne Camille Pleyel (18 de desembre de 1788 - 4 de maig de 1855) va ser un virtuós pianista francès i propietari de la fàbrica de pianos Pleyel.
Era el fill menor d'Ignace Joseph Pleyel, i va estudiar amb Jan Dussek. Es va convertir en soci del seu pare el 1815 i després propietari de la firma a la mort del pare. La Maison Pleyel va acollir els talents més grans de l'època i fou innovadora en la millora dels seus instruments. Va proporcionar els pianos a Frédéric Chopin; un d'ells va sr el que es va enviar a Mallorca el 1838 i que actualment encara es pot veure en la cel·la 4 de la Cartoixa de Valldemossa. Va construir una moderna sala de concerts, la Salle Pleyel, en la que Chopin oferí el primer i el darrer dels seus concerts a París. Aquesta sala també va acollir altres grans intèrprets al llarg de la seva història.
Els Nocturns op. 9 (1833) de Chopin estan dedicats a "Madame Camille Pleyel", de nom de naixement Marie-Félicité-Denise, que era una notable pianista que havia estudiat amb Friedrich Kalkbrenner. Camille i Marie es van separar després de quatre anys de matrimoni a causa de les seves "múltiples infidelitats", i, el 1848, ella es va convertir en professora de piano al conservatori de Brussel·les.